# لنز کانن ئی‌اف ۳۵–۳۵۰میلی‌متر
لنز کانن ئی‌اف ۳۵–۳۵۰میلی‌متر (به انگلیسی: Canon EF 35–350mm lens) نام لنز دوربین عکاسی از نوع زوم است که توسط شرکت کانن تولید می‌شود. فاصلهٔ کانونی این لنز ۳۵ تا ۳۵۰ میلی‌متر، دیافراگم آن دارای ۸ تیغه و ضریب اف آن اف ۳٫۵ تا ۵٫۶ تا اف ۲۲ تا ۳۲ است. این لنز در اوت ۲۰۰۸ میلادی تولید و عرضه شده‌است.